# Volesse il cielo!
Volesse il cielo! è un film del 2002 diretto da Vincenzo Salemme.

## Trama
Una ragazza, in evidente stato di agitazione, entra in una chiesa e si inginocchia davanti all'altare mormorando disperata tra sé e sé: "Oh Dio, che ho fatto?". Mentre la ragazza perde i sensi, in lontananza si sente il suono della sirena di una volante. L'ispettore di polizia Giuseppe Massa, durante un inseguimento, si scontra violentemente contro un cassonetto dell'immondizia. Sentendo un lamento provenire dal bidone, lo apre e ci trova dentro un uomo nudo che parla in modo strano e non ricorda la sua identità. Giuseppe pensa di essere stato la causa dell'amnesia di quell'uomo e lo porta alla centrale per identificarlo non dicendo a nessuno dell'incidente. Lì lo sconosciuto conosce una poliziotta, Chiara, e se ne innamora. Non avendo dimora, lo sconosciuto va ad abitare a casa di Giuseppe e sua moglie, Lucia, e la donna comincia a nutrire per lo sconosciuto una sorta di amore materno. Il tutto viene seguito da due strani quanto buffi individui vestiti di bianco: Tiresia, non vedente, e Bile, il suo aiutante.
Giuseppe scopre il sentimento dello sconosciuto nei confronti della poliziotta e cerca di aiutare il ragazzo ad avere un rapporto più intimo con lei. Ma Chiara non ricambia l'amore provato dall'uomo, a causa del suo inusuale e infantile comportamento e anche a causa della relazione che ha intrecciato con il commissario di polizia, che però essendo già sposato non ha il coraggio di dichiararsi a lei. Finché una notte lo sconosciuto si reca sotto la finestra della sua amata rivelandole il suo folle amore: subito scatta la passione tra i due. In seguito gli agenti di polizia cercano di far ricordare allo sconosciuto la propria identità simulando una seconda volta l'incidente automobilistico. Ma quando la macchina sta per impattarsi col bidone, compare la madre dello sconosciuto che blocca l'auto, e confessa di averlo abbandonato appena nato in un cassonetto, avendolo partorito quando era appena quindicenne.
Così appare dal nulla un angelo, che davanti a tutti dice che lo sconosciuto è uno spirito, e che dopo aver provato cosa avrebbe vissuto sulla Terra sarebbe dovuto tornare in Paradiso, ma questi non vuole lasciare Chiara, Giuseppe e Lucia che avevano mostrato tanto affetto verso di lui. Nonostante ciò egli scompare sotto gli occhi di tutti i suoi cari. In seguito viene mostrata la ragazza dell'inizio, in realtà la madre dello sconosciuto, che aveva sognato tutta la storia, e in lacrime va a riprendere il bambino dal cassonetto salvandolo da una morte certa. Infine si scopre che tutti i personaggi del film erano dei santi che erano intervenuti nel sogno della ragazzina comportandosi come dei veri e propri attori per convincerla a cambiare idea, Alla fine del film tutti i santi intervenuti nel sogno  riescono nel loro proposito e al bambino  viene dato il nome di Ciro  in onore al santo

## Cast
Nella scena della partita di calcetto tra poliziotti e detenuti, Vincenzo Salemme si è  avvalso dell'amichevole partecipazione di tre noti calciatori napoletani: Fabio Cannavaro, Ciro Ferrara e Vincenzo Montella.